# 736

## Esdeveniments
- L'erudit sacerdot Robin Shinsho convida a donar conferències sobre elSutra Avatamsakaen Kinshōsen-ji (més tard Todai-ji); aquest cas es considera les arrels de la Kegon l'escola del Budisme fundada al Japó.
- El primer cas documentat de cultiu de llúpol a Hallertau la regió de l'actual Alemanya (que és avui el centre de producció més important, amb prop del 25% de la producció mundial).
- Yik'in Chan K'awiil, governant de la civilització Maia Estat de la Ciutat de Tikal, conquesta el poder rival Calakmul.